# Drapeau du Nunavut
Le drapeau du Nunavut a été dévoilé le 1er avril 1999, jour de la création du territoire canadien du Nunavut.

## Description et symbolisme
Le drapeau du Nunavut est composé de deux bandes verticales jaune et blanche, séparées verticalement au centre par un inuksuk rouge, accompagné d'une étoile bleue à cinq branches dans le coin supérieur droit.
Les couleurs or (ou jaune), blanc et bleu ont été choisies pour représenter « les richesses de la terre, de la mer et du ciel », alors que le rouge évoque le Canada.
L'inuksuk, qui divise le drapeau en deux, est un repère directionnel inuit composé de pierres empilées.
L'étoile du coin supérieur droit rappelle Niqirtsituk, l'étoile polaire autrefois utilisée comme guide par les voyageurs et dont le caractère immuable symbolise le « conseil des sages dans la collectivité ».